# Symfonie nr. 2 (Ticheli)
Frank Ticheli componeerde zijn Tweede Symfonie in 2003/4.
De symfonie is opgedragen aan Dr. James E. Croft, die met pensioen ging als Directeur voor bands aan de Florida State University. Hij ontving de opdracht voor deze compositie van een aantal vrienden van Croft en een aantal ex-leerlingen van hem. De partituur gaat vergezeld van een dankwoord aan de professor. De première was vreemd genoeg aan de Michigan University in februari 2004. De symfonie won de William D. Revelli Composition Contest in 2006.

## Delen
De compositie van circa 22 minuten bestaat uit drie delen:
1. Shooting stars;[1][2]
2. Dreams under a new moon;[3][4]
3. Apollo unleashed.[5][6]

De compositie is geschreven voor de HaFaBra-muziektak; alleen blazers en percussie.

Met deze symfonie eert de componist het Licht (sterren, maan en zon). De muziek uit deel 1 is zeer levendig geschreven, als zijnde het continu ontstaan van nieuwe sterren en sterrenclusters. Het tweede deel hoeft niet omschreven te worden; het is zoals zijn titel. 
 Het derde deel is opgedragen aan Apollo, God van de Zon. Het wordt fel gespeeld met heldere klanken, snelle tempi etc. Daardoorheen is verweven een koraal van Johann Sebastian Bach: Wer Gott vertraut, hat wohl gebaut; een lievelingskoraal van degene aan wie dit werk is opgedragen.
Ticheli beschouwt dit werk als een van zijn meest geslaagde.

## Media
1. ↑  Symfonie nr. 2 - deel 1: "Shooting Stars"
2. ↑  Symfonie nr. 2 - deel 1: "Shooting stars" door Keimyung University Symphonic Band o.l.v. Frank Ticheli
3. ↑  Symfonie nr. 2 - deel 2: "Dreams Under A New Moon"
4. ↑  Symfonie nr. 2 - deel 2: "Dreams under a new moon" door Keimyung University Symphonic Band o.l.v. Frank Ticheli
5. ↑  Symfonie nr. 2 - deel 3: "Apollo Unleasshed"
6. ↑  Symfonie nr. 2 - deel 3: "Apollo unleashed" door Roxbury High School Wind Symphony, Succasunna (New Jersey) o.l.v. Todd Nichols

## Bron
- uitgave van GIA Publications